# 1930-ті у кіно

## Події
- в радянському кіно перемагає соцреалізм;

## Фільми
- 1930 — на екрани вийшов фільм Олександра Довженка Земля, незабаром знятий з прокату за натуралізм;